# Ким Икё
Ким Икё (кор. 김이교, 1764 — 1832) — учёный и политик, дипломат Королевства Чосон. Он возглавил 12-е посольство Чосона в Японию. Целью корейского посольства было возобновление отношений с Японией, но тогда корейское посольство ограничилось только посещением Цусимы. Через правителя Со Ёсикацу (1785 — 1812) были переданы поздравления Токугава Иэнаре в связи с назначением его новым сёгуном.